# Distretto di Khon Sawan
Il distretto di Khon Sawan (in thailandese: คอนสวรรค์) è un distretto (amphoe) della Thailandia, situato nella provincia di Chaiyaphum.